# Решенов, Станислав Петрович
 Станислав Петрович Решенов  (28 октября 1938, Ивановская область — 30 июня 2025, Москва) — специалист в области светотехники, доктор технических наук, профессор кафедры светотехники МЭИ, действительный член Международной энергетической академии.

## Биография
Станислав Петрович Решенов родился 28 октября 1938 года. В 1962 году окончил Московский энергетический институт, учился в аспирантуре. В 1966 году защитил кандидатскую диссертацию на тему: «Расчет режимов работы электродов люминесцентных ламп», а в 1985 году — докторскую диссертацию на тему: «Катодные процессы в дуговом разряде, разработка методов расчета и конструирование электродов газоразрядных источников излучения».
Область научных интересов: катоды газоразрядных устройств, приэлектродные явления, плазма ионизированного столба дуговых разрядных источников оптического излучения и др.
С 1966 по 1968 года работал заведующим кафедрой «Светотехника и источники света» Смоленского филиала МЭИ.
На кафедре светотехники МЭИ читал курсы: «Специальные источники лучистой энергии», «Люминесценция», «Тенденции развития источников света», существенно обновил и читает курс «Расчет и конструирование источников света». В настоящее время читает всем специальностям факультета электронной техники МЭИ курс «Электроника и микроэлектроника», Газовый разряд.
Автор около 100 научных трудов. К ним относятся: монография «Катодные процессы в дуговых источниках излучения» (1991), учебники: «Генерация и перенос излучения в плазме» (1989), «Электроды газоразрядных ламп» (1978).
Под руководством С. П. Решенова подготовлено и защищено 10 кандидатских диссертаций (Баранова В. И. «Электроды из композиционных материалов для газоразрядных источников света высокого давления»; Ащрятов А. А. «Исследование явлений на электродах и в приэлектродных областях газоразрядных ламп низкого давления при питании током повышенной частоты»; Антошкин Н. Ф. «Исследование и разработка электродов для ртутных ламп высокого давления» и др.).
Ушёл из жизни 30 июня 2025 года в Москве.

## Труды
- Решенов С. П. О роли неравновесной ионизации в прикатодной области дуги высокого давления// ЖТФ, 1974, т. 44 № 8.
- Решенов С. П. Расчет характеристик прикатодной области в разряде низкого давления для пространственной задачи с цилиндрической симметрией// ЖТФ, 1972, т. 42 № 9.
- Решенов С. П. Расчет режимов работы электродов люминесцентных ламп. — Дис. канд. техн. наук. М., 1966, — 186 с.
- Resenov S. P., Lunk A. Untersuchung der Prozesse in der aktiven Zone der Hohlkatodenbogenentladung// Beitrage aus der Plasma Physik. 1978, Bd. 18, Hf. 2, 6.
- Решенов С. П. 0 расчете функции распределения электронов по энергии в прикатодной области дугового разряда низкого давления.-Светотехника, 1971, № 6, с.13-14.
- Решенов С. П. К расчету функции распределения электронов и скорости ионизации в активной зоне полого катода дугового разряда. ЖГФ, 1981, т. 51, В 7, с. 1393—1402.
- Розовский Е. И, Митин А. И., Решенов С. П. Численное решение задачи теплопроводности для цилиндрического стержня с коническим концом.// ИФЖ, 1978, т. 34.
- Решенов С. П., Шрадер Т. Определение температурного поля полого толстостенного катода с учётом поглощения излучения в полости. В сб."Прикладная физическая оптика", 1988, № 164
- Баранова В. И., Леонов Г. С., Решенов С. П. Моделькатодных процессов в дуговых лампах высокого давления// Светотехника, 1987, № 8.